# Paulette Edmée Beneyton
Pour les articles homonymes, voir Beneyton.
Paulette Edmée Beneyton, née à Paris le 19 septembre 1904 et décédée à Nice le 3 décembre 1979, est une artiste peintre française du XXe siècle.

## Biographie
Paulette Beneyton était une élève de Suzanne Minier, une membre de la Société des artistes français et de l'Union des femmes peintres et sculpteurs.